# Raul Hestnes Ferreira
Raul José Hestnes Ferreira (Lisboa, 24 de novembro de 1931 – Lisboa, 11 de fevereiro de 2018) foi um arquiteto português. 

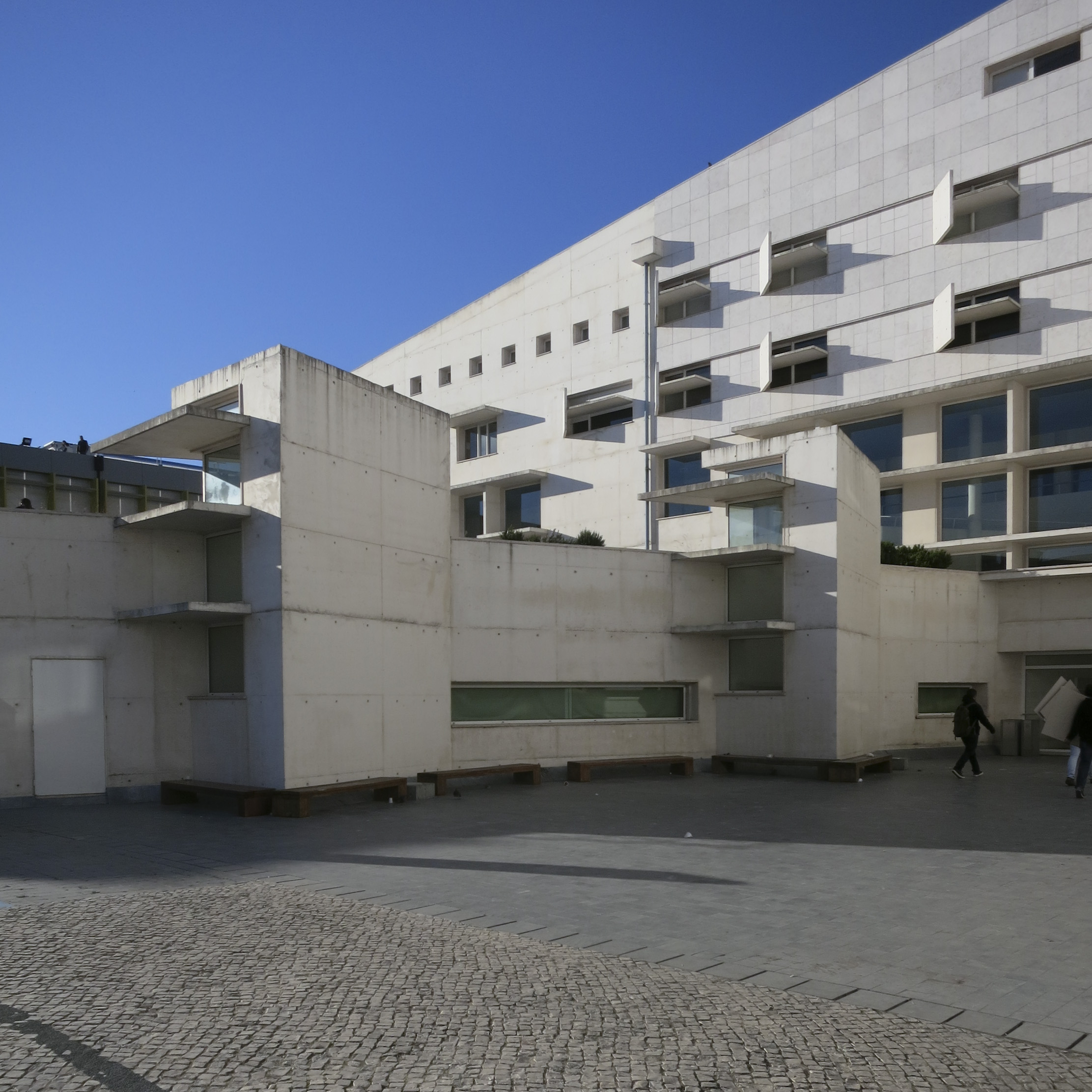
Raul Hestnes Fereira, ISCTE, Instituto Universitário de Lisboa

## Biografia
Filho do poeta e escritor José Gomes Ferreira, nasceu em 1931 na cidade de Lisboa. O gosto pela arquitetura surgiu devido ao contacto desde muito novo com Francisco Keil do Amaral. Estudou arquitetura na Escola Superior de Belas-Artes do Porto, onde se cruzou com Fernando Távora, que passou a ser a sua principal referencia nesta época, estudou também na Escola Superior de Belas-Artes de Lisboa, onde recebeu o diploma de Arquiteto em 1961. Estudou ainda em Helsínquia, Finlândia, bem como nos Estados Unidos, na Universidade de Yale e Universidade de Pensilvânia, onde lhe foi atribuído o Master in Architecture em 1963, sendo que nestas últimas foi apoiado por uma bolsa de estudo da Fundação Calouste Gulbenkian. 
Morreu a 11 de fevereiro de 2018, em Lisboa, aos 86 anos de idade.

## Experiência profissional
Colaborou em ateliers de arquitetura em Helsínquia, Lisboa, Filadélfia e, mais prolongadamente, no Porto, colaborando com Arménio Taveira Losa e Cassiano Barbosa. No entanto, foi o trabalho com Louis Kahn, em Filadélfia, entre 1963 e 1965, que mais o influenciou. Também colaborou com várias entidades públicas, nomeadamente com as Câmaras Municipais de Almada (1960-62), de Lisboa (G.T.H., 1965-68 e D.S.U., 1970-71) e de Beja e também com a Direção Geral das Construções Escolares (1970-80).

## Obras
Uma das suas obras mais emblemáticas é a casa da cultura de Beja, que tem uma forte ligação à construção artesanal, foi um projeto concebido com grande entendimento com a zona e com as pessoas locais. Teve como referência uma imagem do artesão a fazer uma abóbada, colocando os tijolos sem cofragem. Tem outras obras de renome como a casa em Albarraque, que criou para o seu pai, a escola Secundária de Benfica, o ISCTE – Instituto Universitário de Lisboa, entre outras. 
Colaborou na revista Arte Opinião  (1978-1982).

## Ensino
Leccionou no Departamento de Arquitetura da E.S.B.A.L. (1970-72), no Curso de Arquitetura da Cooperativa Árvore do Porto (1986-88), sendo Professor Catedrático convidado do Departamento de Arquitectura da Faculdade de Ciências e Tecnologia da Universidade de Coimbra desde 1991 até 2003, no ISCTE de 2001 a 2003, encontrando-se, desde 2010 até à sua morte, a lecionar no Departamento de Arquitectura da Universidade Lusófona, como Professor Catedrático.

## Prémios e distinções
Foram-lhe atribuídas várias distinções, nomeadamente:
- Prémio Nacional de Arquitetura e Urbanismo de 1982, da Secção Portuguesa da Associação Internacional de Críticos de Arte;
- Prémio Cadernos Municipais de 1982, pela Recuperação de uma Arcada do Século XVI, em Beja;
- Primeiro Prémio do Concurso de Remodelação do Café "Martinho da Arcada", em Lisboa (1988);
- Prémio Nacional de Arquitectura da A.A.P. (Construção Técnica e Detalhe), de 1993;
- Prémio Eugénio dos Santos da Câmara Municipal de Lisboa (com Manuel Miranda), em 1993;
- Primeiro Prémio do Concurso de Remodelação do Museu de Évora (1994);
- Prémio Valmor (2002) (ex-aequo) pelo Edifício II do ISCTE
- Menção honrosa do Prémio Valmor (1982 e 1993)[5][6]
- Doutor Honoris Causa pela Universidade de Coimbra (2007)
- Membro Honorário da Ordem dos Arquitetos (2010)
- Medalha de Mérito da Universidade de Lisboa (2011)
- Diploma de Reconhecimento e Mérito da Universidade Lusófona (2014)

## Atividade profissional

### Arquitetura
- 1960 - Conjunto Turístico e Moradias, Praia da Luz
- 1960 - Casa de José Gomes Ferreira em Albarraque
- 1961 - Edifícios Habitacionais, Olivais Sul
- 1968 - Papelaria da Moda
- 1968 - Casas Geminadas em Queijas (Oeiras)
- 1972 - Hotel Guadiana, Monte Gordo
- 1975 - Instituto Superior Ciências Trabalho Empresa (ISCTE), Cidade Universitária de Lisboa
- 1976 - Casa de Cultura da Juventude em Beja
- 1976 - Pousada nas Penhas da Saúde
- 1977 - Unidade Habitacional João Barbeiro, Beja
- 1977 - Novo Bairro Fonsecas e Calçada, Lisboa (340 fogos construídos), no âmbito do processo SAAL (Serviço de Apoio Ambulatório Local)
- 1978 - Escola Secundária de Benfica (hoje Escola Secundária José Gomes Ferreira)
- 1979 - Instalações do IPE e CIFAG na AV. Júlio Dinis, em Lisboa (alteradas)
- 1980 - Bairro da Cooperativa "Lar para Todos" (240 fogos), Beja
- 1982 - Recuperação de Arcada do Século XVI na Praça da República (Beja)
- 1983 – Casa em Belvedere, Seixal, Almada
- 1983 – Ópera da Bastilha, Paris (concurso)
- 1985 - Agência da Caixa Geral de Depósitos em Avis
- 1986 – Centro Cultural Indira Gandhi, Nova Deli (concurso)
- 1987 - Complexo Desportivo de Lamego
- 1988 - Biblioteca Municipal da Moita
- 1988 – Elevador de Santa Justa, Lisboa (concurso)
- 1988 – Estádio de Vila Real, Vila Real (concurso)
- 1988 - Tribunal Judicial da Moita
- 1988 – Zona Ribeirinha do Tejo, Lisboa (concurso)
- 1989 - Remodelação do Café Martinho da Arcada, na baixa lisboeta
- 1990 - Ala Autónoma do ISCTE
- 1991 - Centro de Formação de INDEG/ISCTE
- 1991 - Pousada do Mosteiro de Tibães (ENATUR)
- 1992 - Centro de Patogénese Molecular
- 1993 - Faculdade de Farmácia da Universidade de Lisboa - Fase 2
- 1994 - Novo Edifício do ISCTE/ICS (Instituto de Ciências Sociais da Universidade de Lisboa)
- 1995 - Remodelação do Museu de Évora
- 1995 -	Centro de Recursos da Benedita
- 1996 – Casa do Governador, Castelo de S. Jorge, Lisboa (concurso)
- 1996 – Convento das Bernandas, Lisboa (concurso)
- 1996 – Igreja S. Francisco Coimbra, Coimbra (concurso)
- 2000 – Exposição José Gomes Ferreira, Palácio das Galveias, Lisboa
- 2000 -	Restaurante do INDEG/ISCTE
- 2006 -	Creche em Fernão Ferro, Seixal
- 2007 - Casa Luz de Tavira
- 2014 - Reabilitação da Casa das Varandas, Lisboa
- 2014 - Biblioteca de Marvila, Lisboa

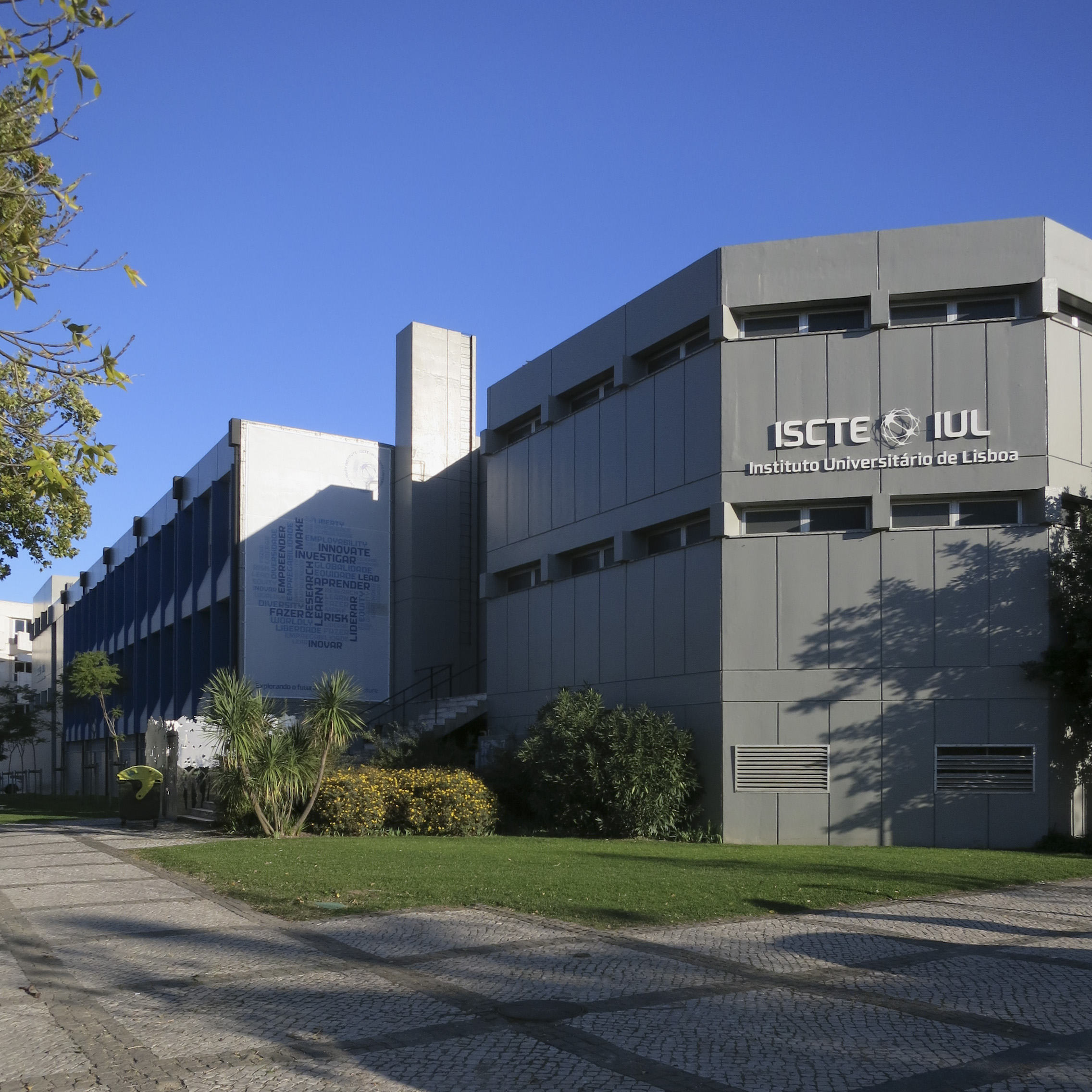
ISCTE, edifício da Reitoria, etc.
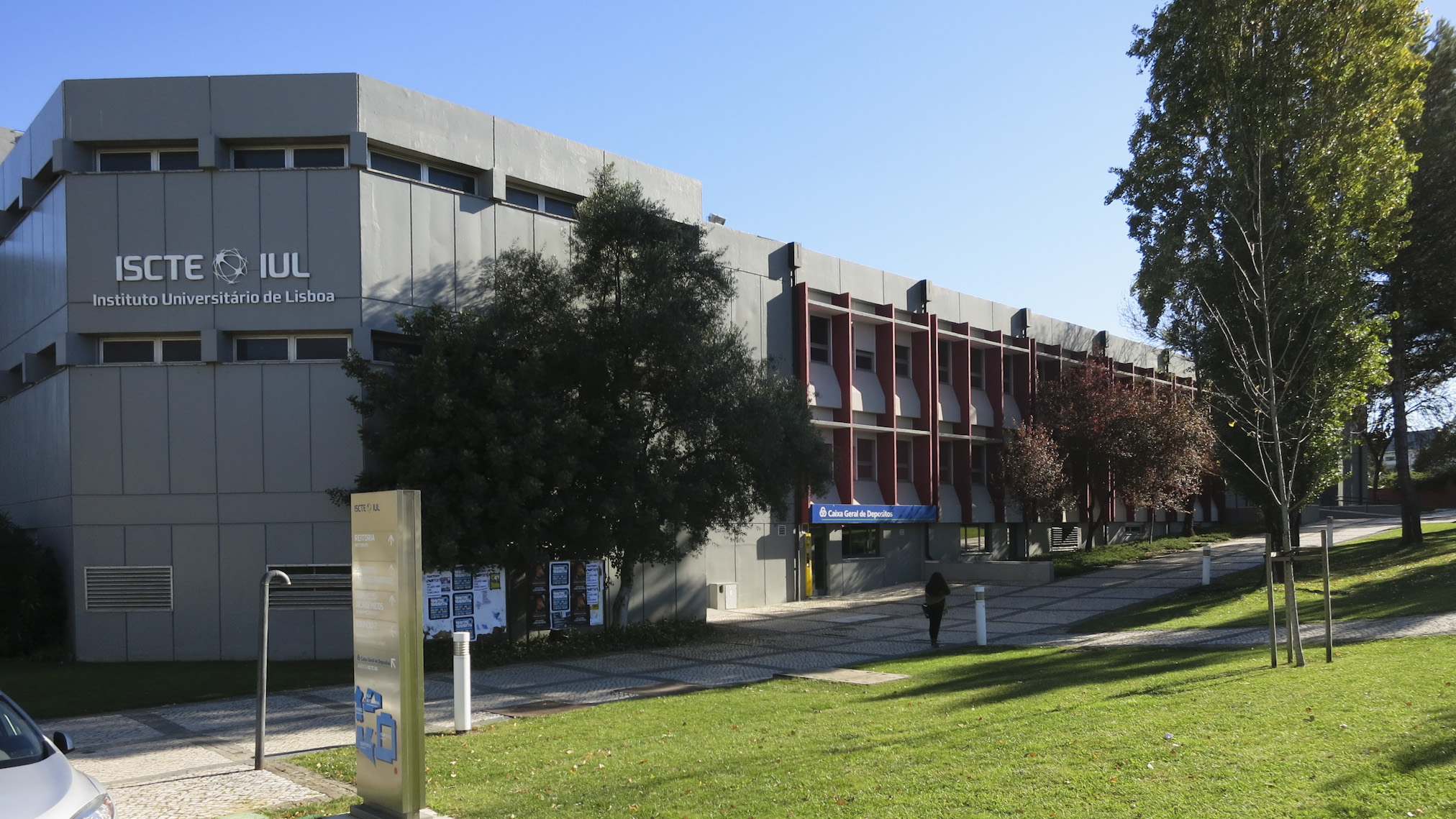
ISCTE, edifício da Reitoria, etc.
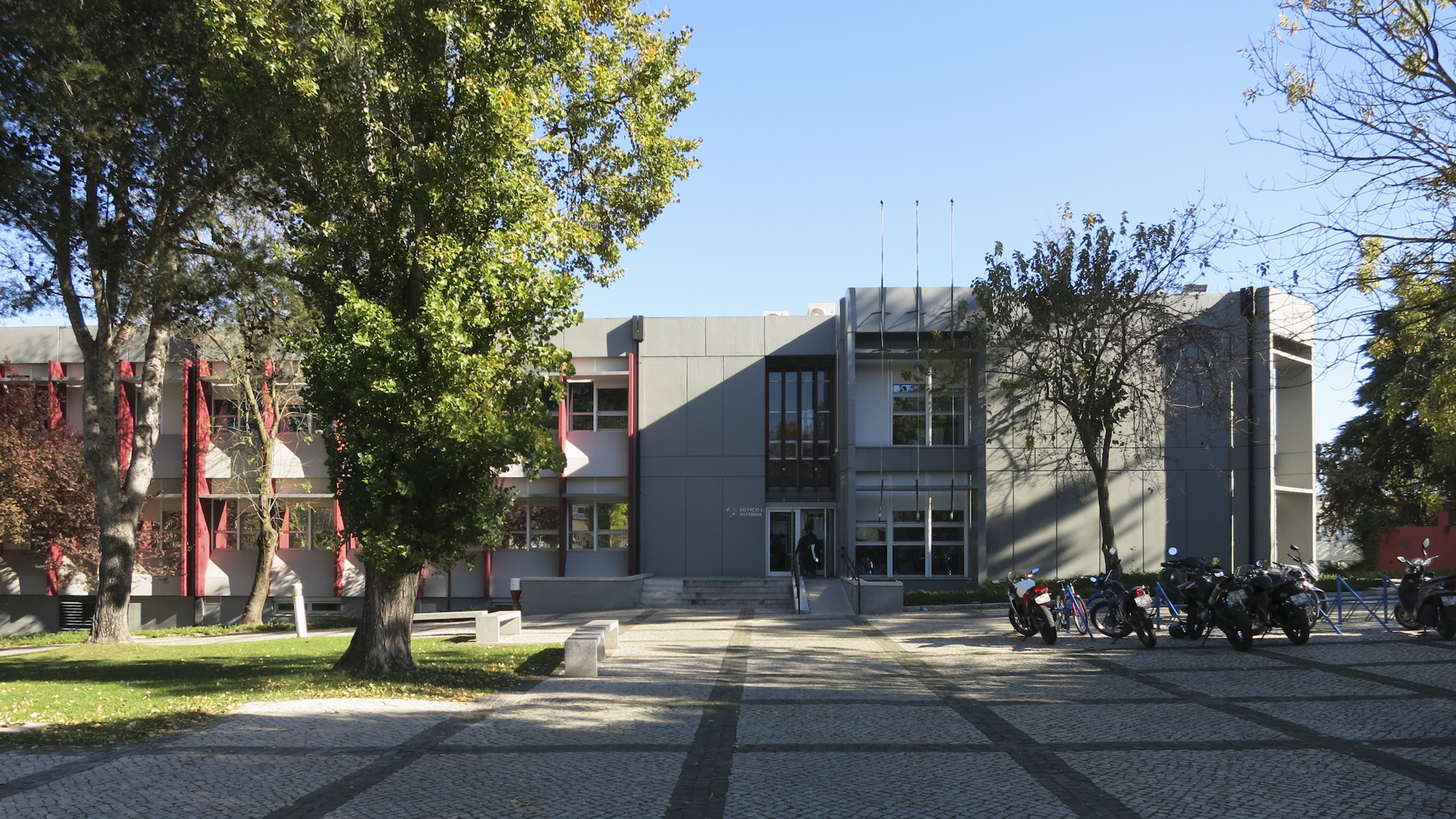
ISCTE, edifício da Reitoria, etc
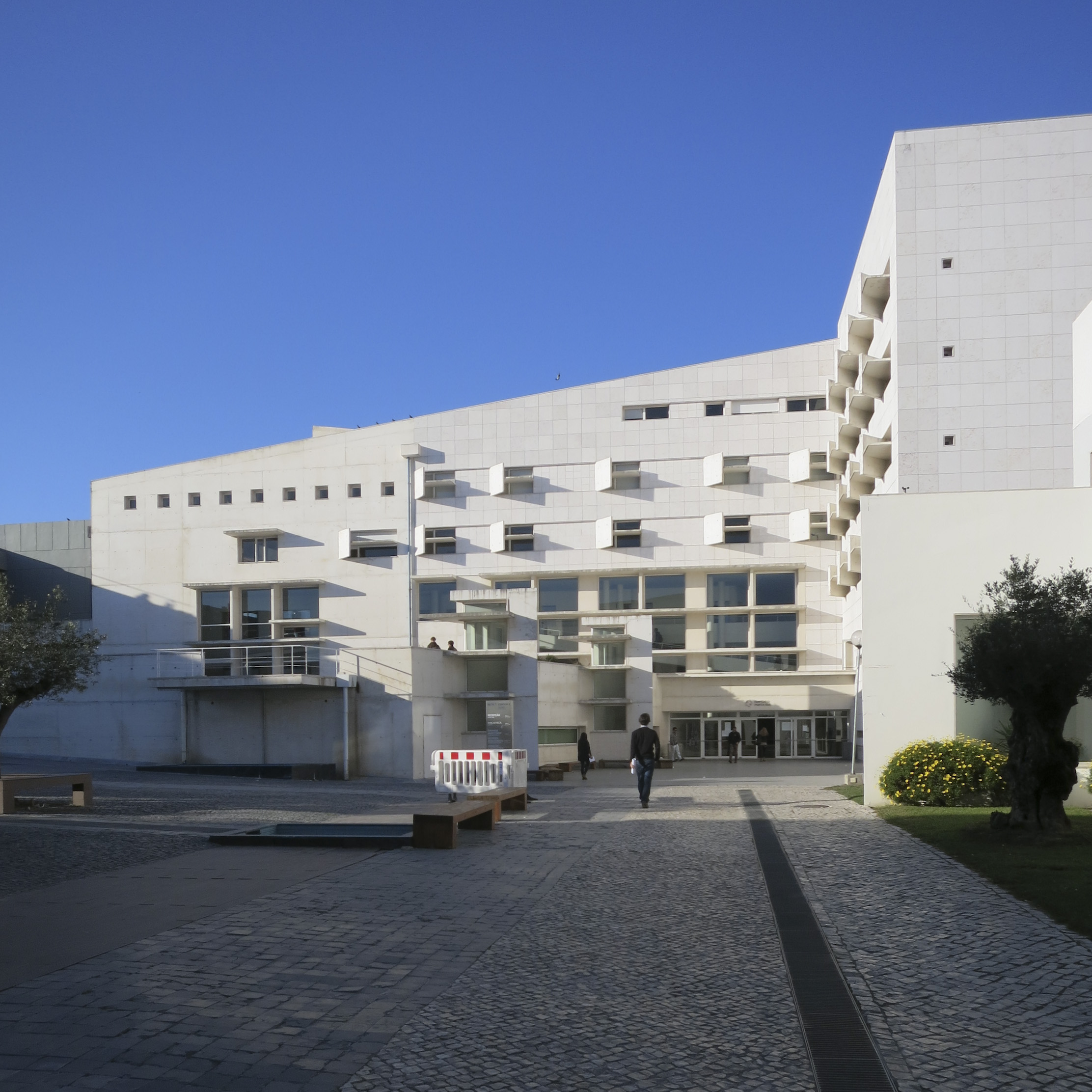
ISCTE
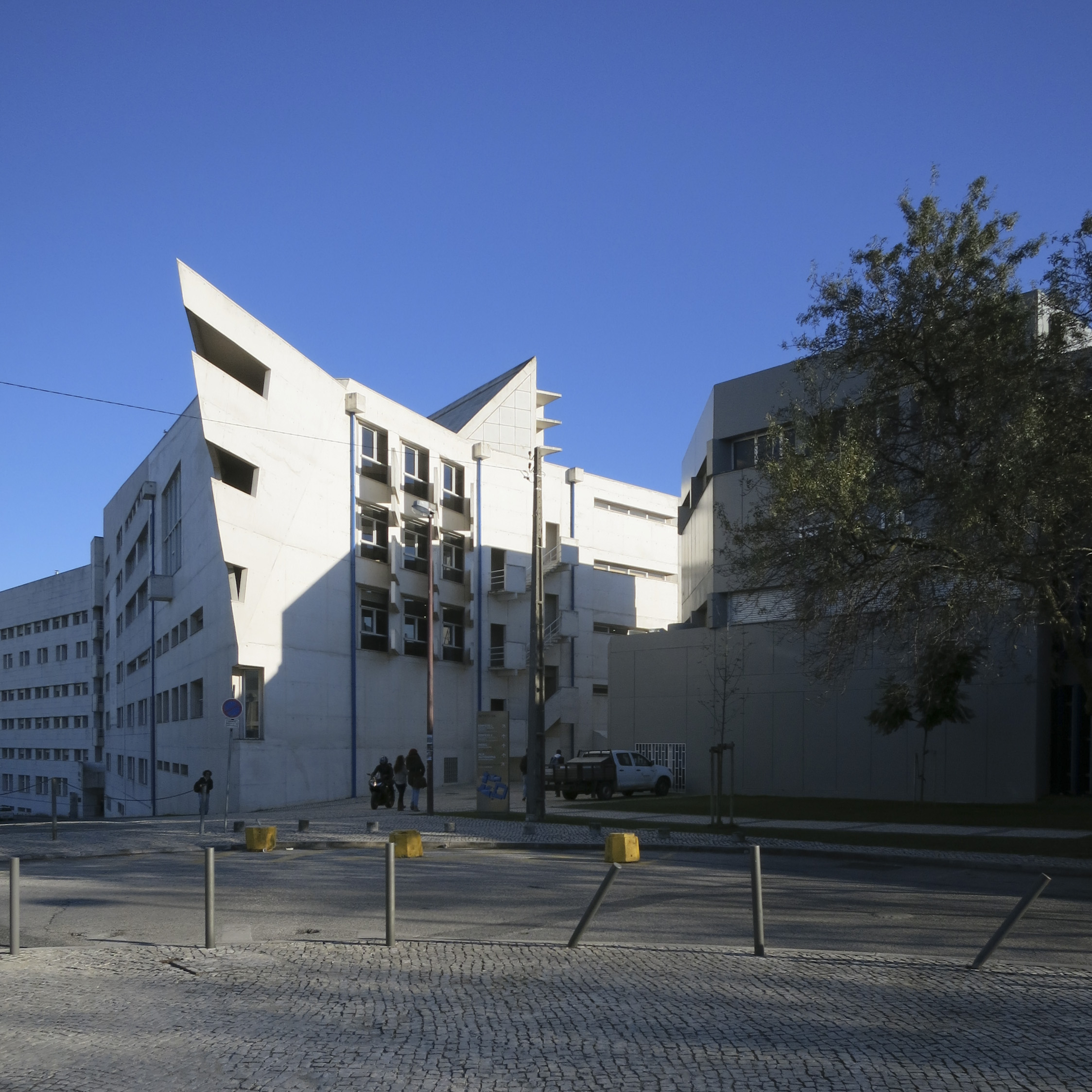
ISCTE
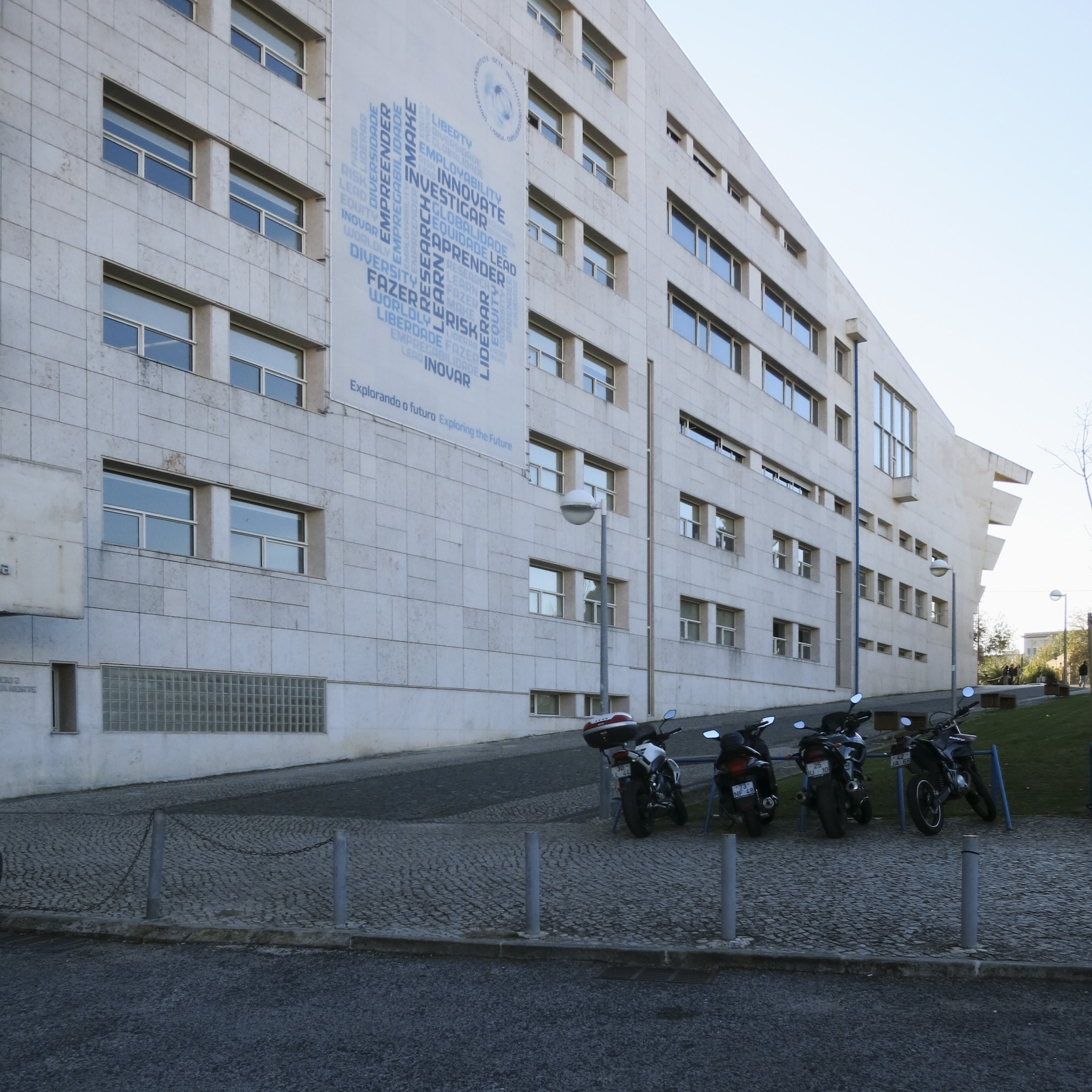
ISCTE

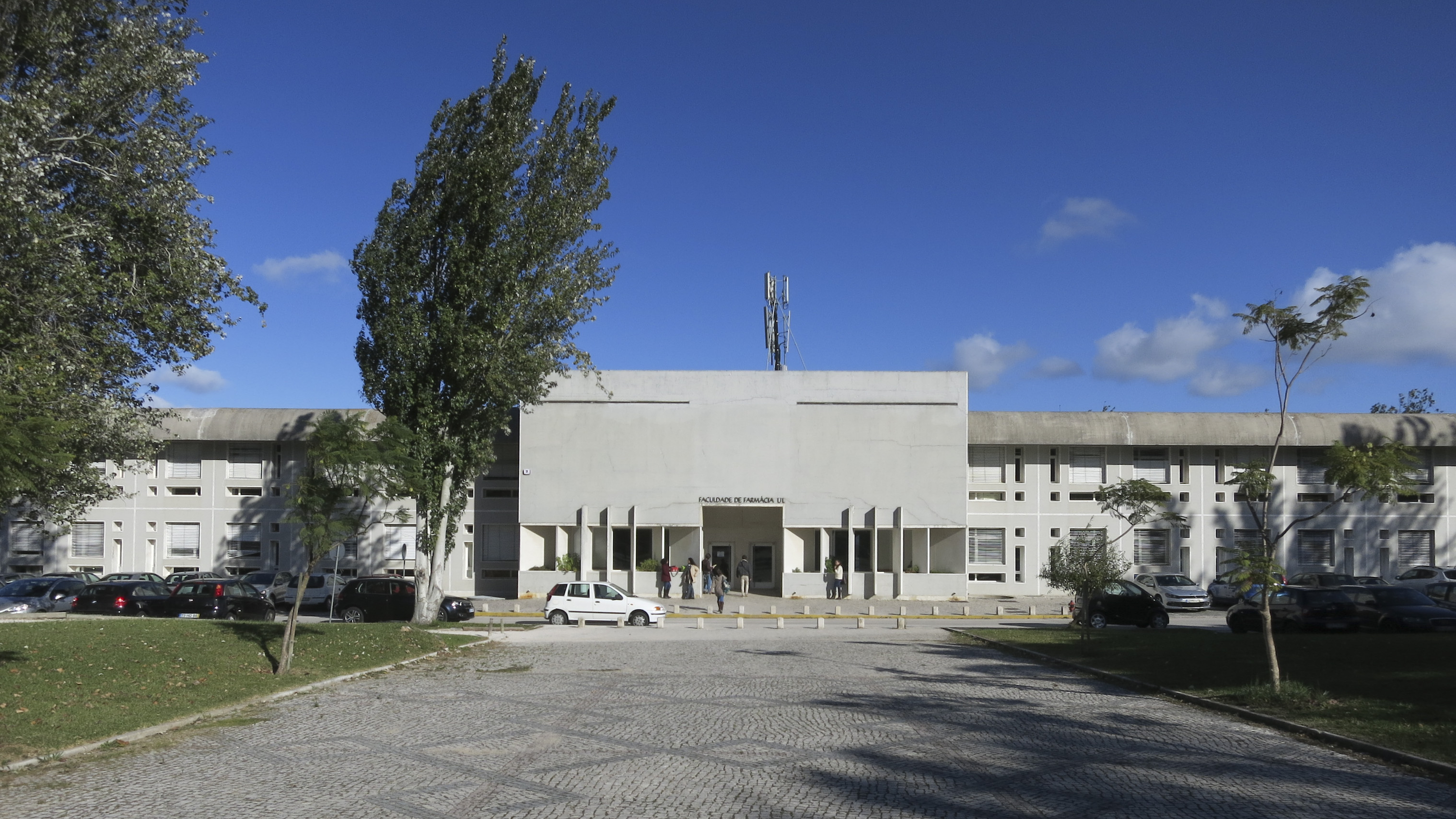
Faculdade de Farmácia da Universidade de Lisboa
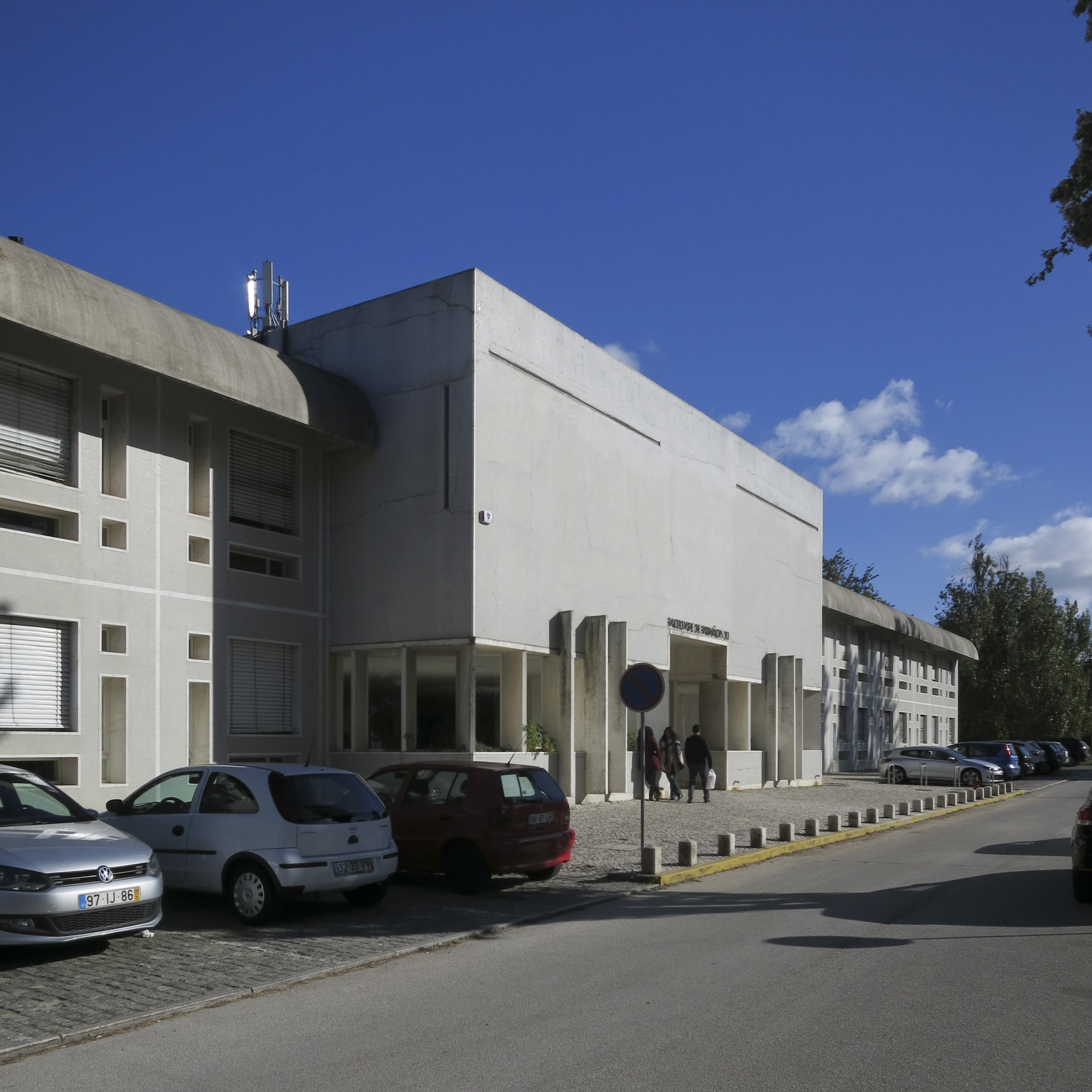
Faculdade de Farmácia da Universidade de Lisboa
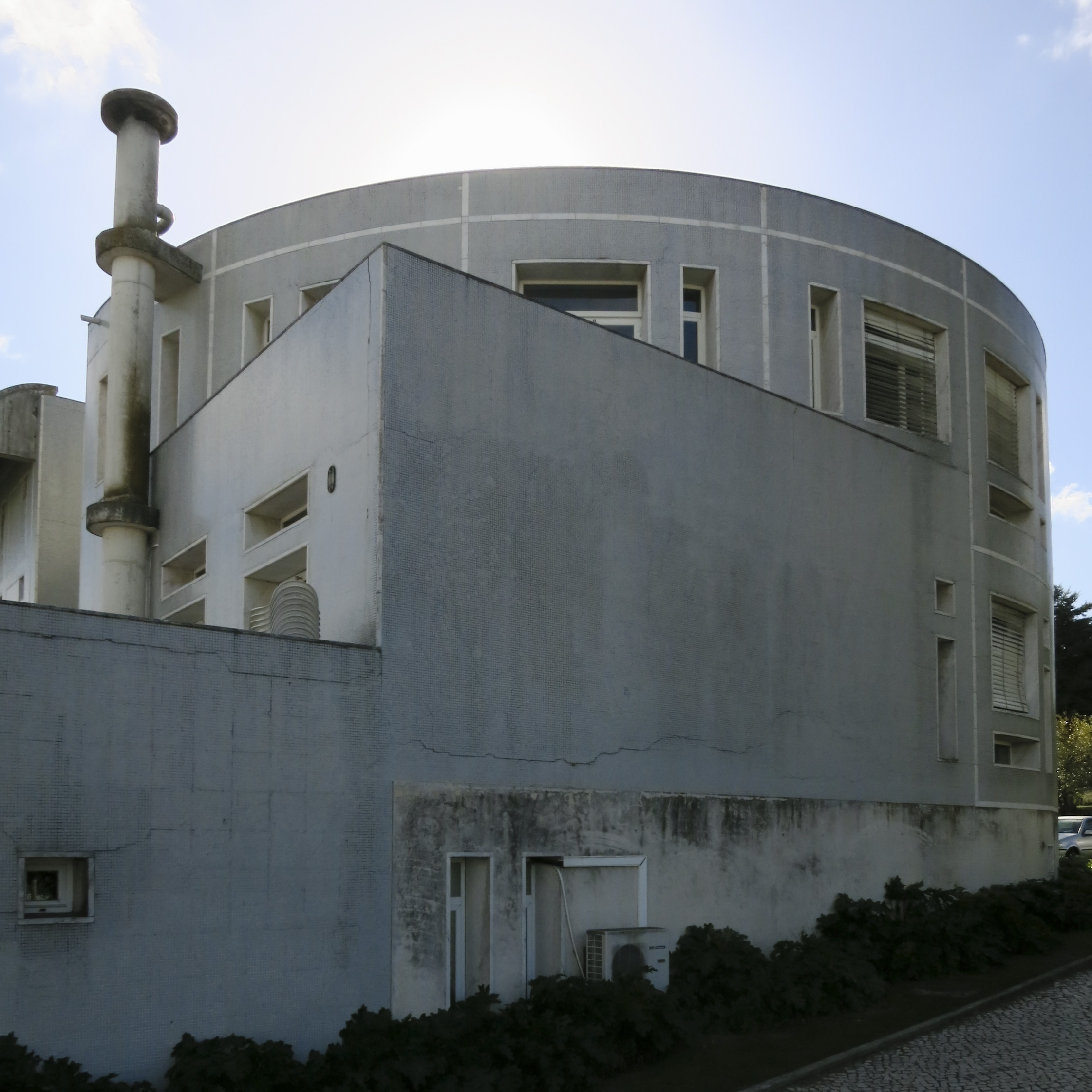
Faculdade de Farmácia da Universidade de Lisboa
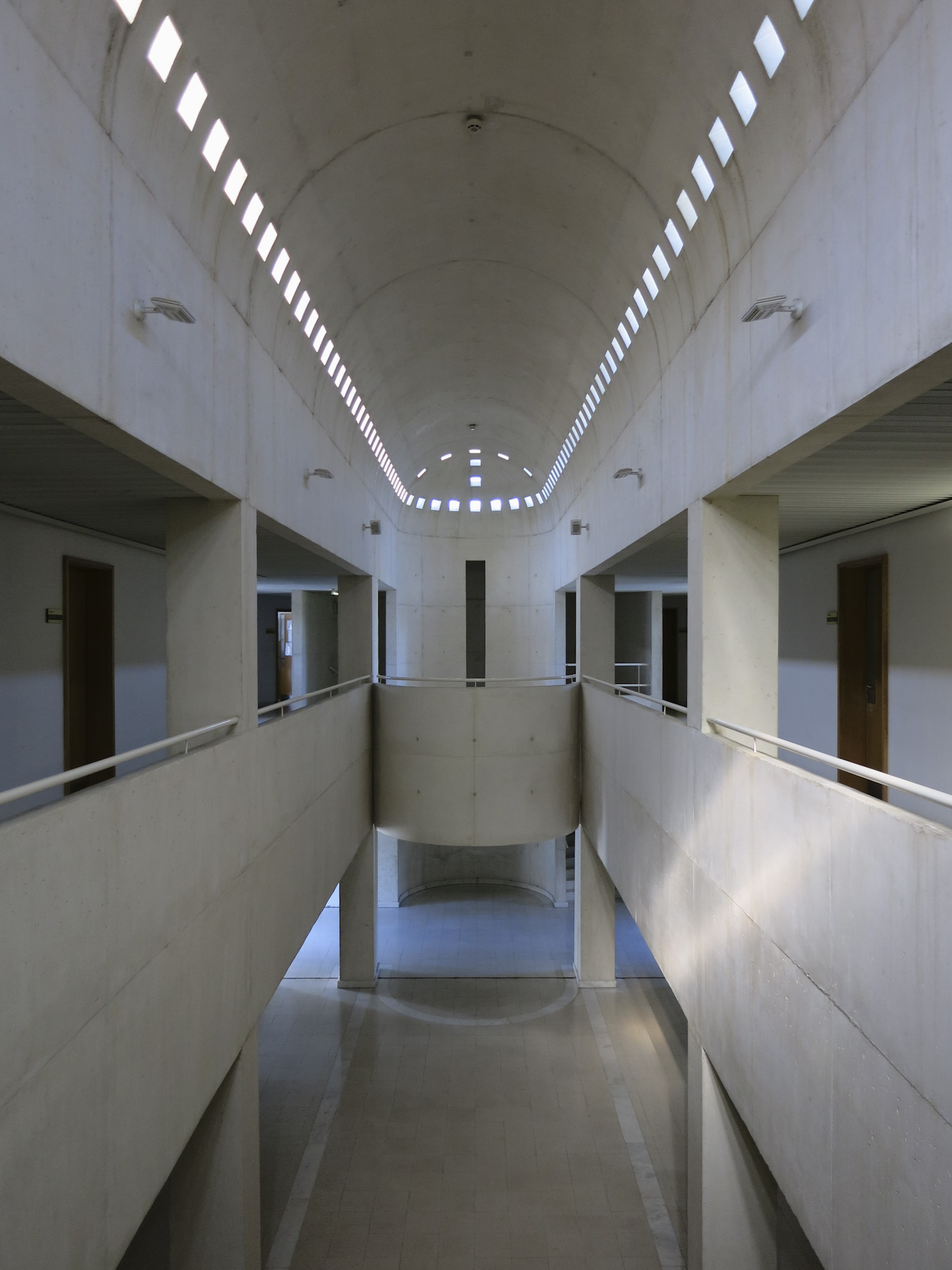
Faculdade de Farmácia da Universidade de Lisboa
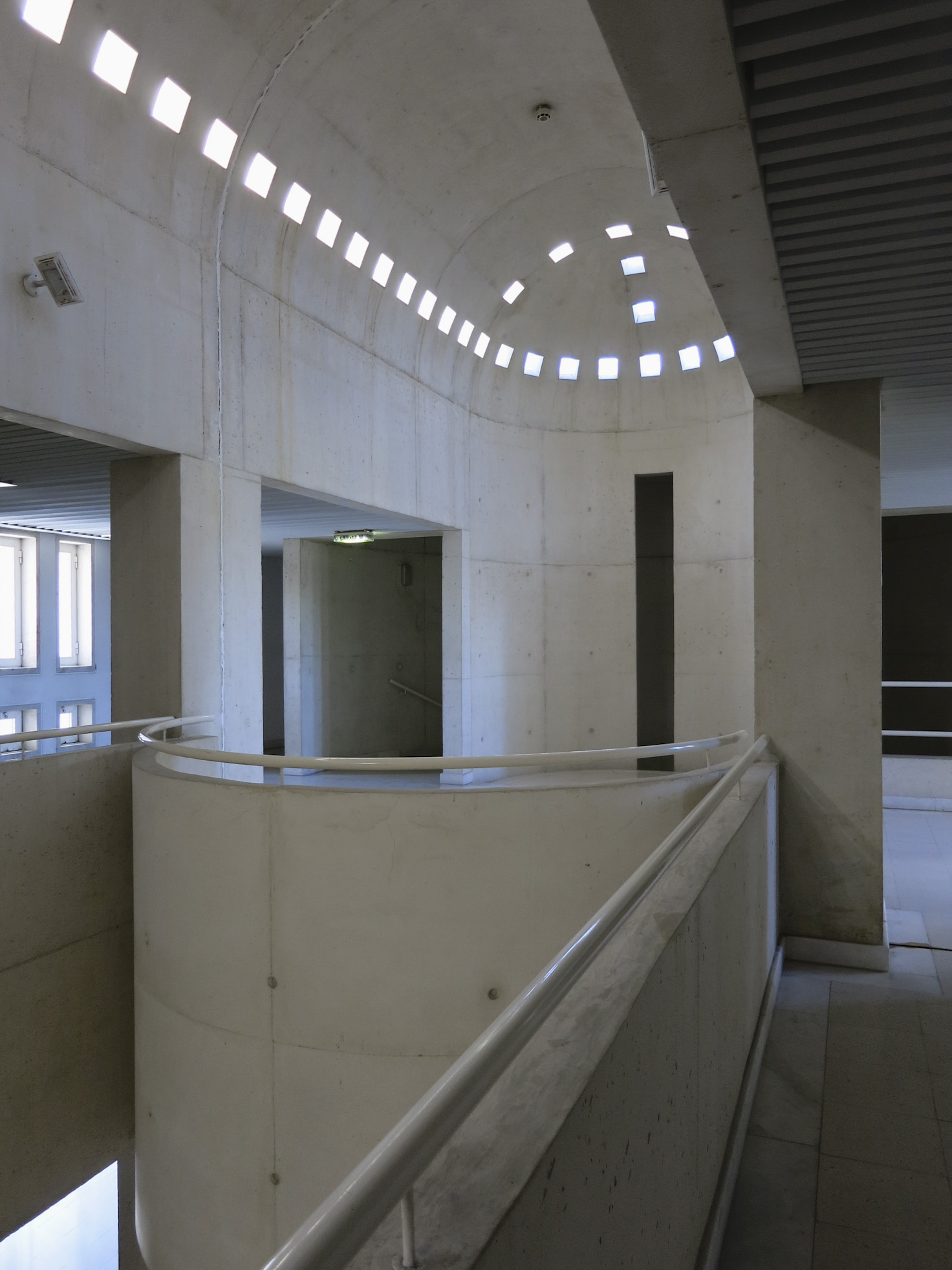
Faculdade de Farmácia da Universidade de Lisboa
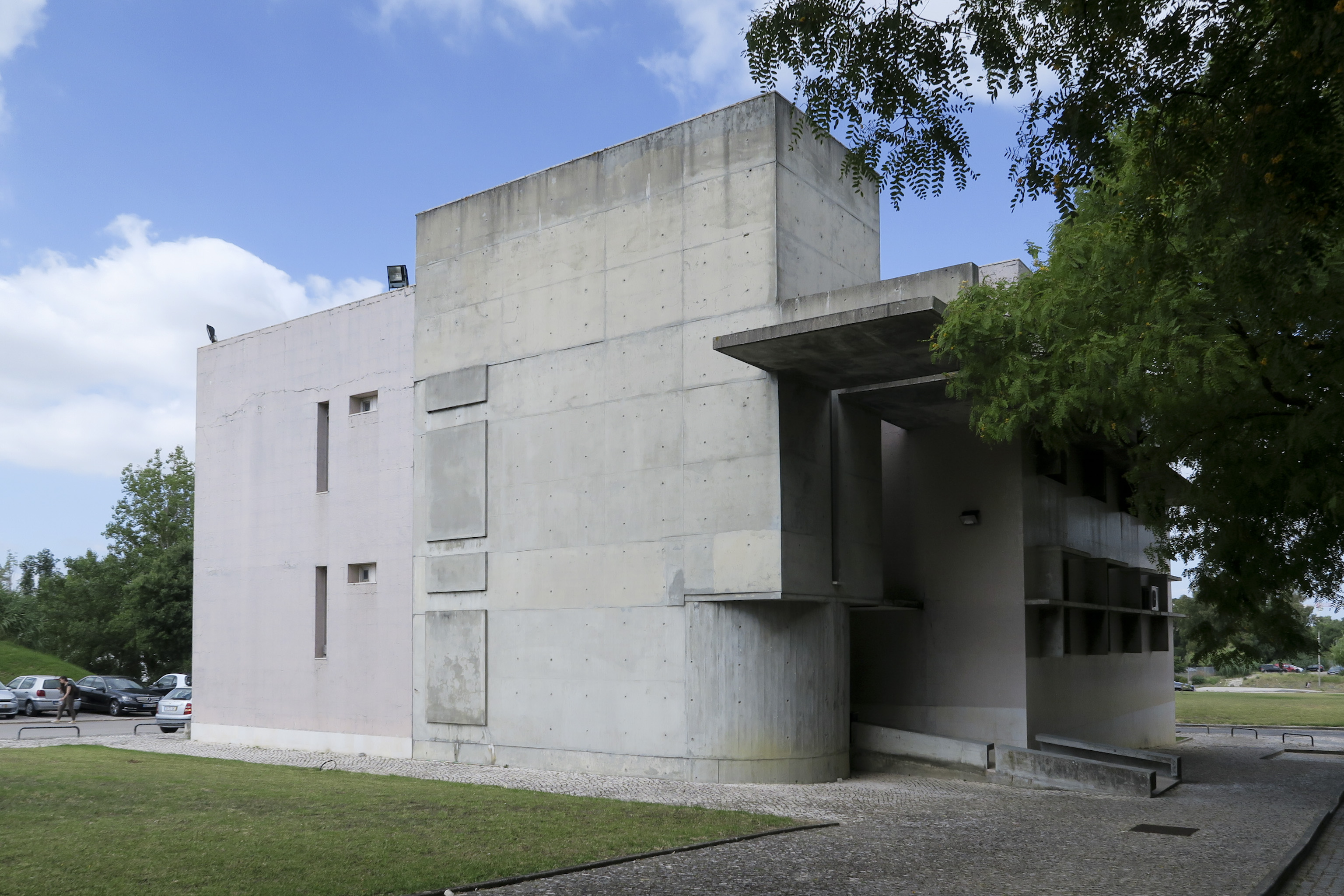
Centro de Patogenese Molecular, Faculdade de Farmácia da Universidade de Lisboa

### Planeamento físico e urbano
- 1971 - Reestruturação do Esquema Viário Principal da Cidade de Lisboa e Plano do Novo Centro Administrativo e Institucional UNOR 40 do Plano Diretor Municipal
- 1971 - Praça do Centro Institucional de Lisboa
- 1976 - Reestruturação do Plano da Cidade Universitária de Lisboa
- 1977 - Plano do Novo Bairro Fonsecas e Calçada
- 1977 - Complexo Escolar da Quinta de Marrocos, Lisboa
- 1980 - Plano da Unidade Habitacional Estrada de Lisboa em Beja (500 fogos)
- 1984 - Plano da zona das Portas de Mértola, Beja
- 1986 - Plano da Área de Lagoa de Albufeira, Sesimbra
- 1990 - Plano Regional Ordenamento do Território da Área Metropolitana de Lisboa (Coordenador do Sector de Estrutura Urbana e Habitação)
- 1991 - Plano de Pormenor para a Área do Convento de Chelas, Lisboa (VALIS)
- 1994 - Plano de Pormenor para o Bairro da Rosa - Ingote, Coimbra

### Investigação e outras atividades
- 1960/61 - Tese de Arquitetura sobre Residências Universitárias
- 1961 - Colóquio Internacional sobre Alojamento Estudantil, UNESCO, Paris
- 1961 - Bolsa da Fundação Gulbenkian para os EUA (1º ano)
- 1971 - IIIªs Jornadas Luso-Brasileiras de Engenharia, Comunicação sobre Planeamento Físico Escolar
- 1973 - Seminário Internacional sobre Construção Escolar, Buxton (Reino Unido)
- 1982 - Encontros de Macau, debate sobre futuro de cidades não europeias
- 1982 - Planos e Projetos publicados em várias revistas da especialidade e nomeadamente Arquitectura, A&V (Monografias de Arquitectura e Vivenda), L'Architecture d'Aujourd'hui, Casabella, Building Design, Hus, Arquitectura Portuguesa e Architteti.
- 1982 - Missões de estudo sobre Construção Escolar a diversos Países, nomeadamente França, Alemanha, Reino Unido e Suécia
- 1982 - Exposição Gulbenkian II e III; Primeira Exposição Nacional de Arquitetura, 3ª Bienal de Desenho da Cooperativa Árvore; Exposição Internacional "Tendências da Arquitectura Portuguesa" (5 arquitetos), "Arquitectura Portuguesa Contemporânea" na Fundação de Serralves, e Exposição de Arquitetura Contemporânea na Europália 91
- 1982 - Conferências em Portugal, França, Bélgica, Noruega e Itália
- 2000 – Exposição José Gomes Ferreira, Palácio das Galveias, Lisboa

### Publicações
É autor de variados textos sobre Arquitetura e Planeamento Urbano na imprensa, revistas técnicas, catálogos e livros, nomeadamente: 
- Arquitectura, nº 91, nº 98
- Boletim do GTH nº 16;
- Arte e Opinião nº 10;
- Arquivo de Beja II Série - Volume I;
- Arquitectura Portuguesa Ano II 5ª Série nº 8;
- Cadernos do Centro Histórico de Beja nº 2;
- Organização e textos do número 185 de L'Architecture d'Aujourd'hui dedicado a Portugal (maio/junho 1976);
- Investigação, organização e textos da Exposição e Catálogo sobre Cassiano Branco, em colaboração com o Arquiteto Fernando Gomes da Silva (1986);
- Texto sobre Cassiano Branco em "Cassiano Branco - Uma obra para o Futuro", C. M. Lisboa (1991);
- Texto sobre Keil do Amaral em "Keil do Amaral Arquitecto", Associação dos Arquitectos Portugueses (1992);